# Cryptaspidia magna
Cryptaspidia magna är en insektsart som beskrevs av William D. Funkhouser. Cryptaspidia magna ingår i släktet Cryptaspidia och familjen hornstritar. Inga underarter finns listade i Catalogue of Life.